# Egyoldalú jognyilatkozat
Egyoldalú jognyilatkozatot tesz az a jogalany, aki akaratlagosan kívánja elismertetni jogait, illetve egyoldalúan kívánja megszabni kötelezettségeit.

## A polgári jogban
Az egyoldalú jognyilatkozat a hatályos magyar Polgári Törvénykönyvben a kötelemkeletkeztető tények egyike. 
(A korábbi magyar Polgári törvénykönyv 199. §-a egyoldalú nyilatkozatnak nevezte ezt.)
Egyoldalú jognyilatkozatból jogszabályban meghatározott esetekben keletkezik kötelem. Ezekre a kötelmekre a kötelmek közös és a szerződés általános szabályait kell megfelelően alkalmazni.

## A munkajogban
Egyoldalú jognyilatkozat lehet kötelemfakasztó tény, ajánlat vagy egyéb.

## Példák egyoldalú jognyilatkozatokra
- Értékpapír (pl. részvény, váltó, csekk vagy közraktári jegy)
- Meghatalmazás (képviseleti jogot létesítő egyoldalú jognyilatkozat) [3]